# Aneomochtherus mesopotamicus
Aneomochtherus mesopotamicus là một loài ruồi trong họ Asilidae. Aneomochtherus mesopotamicus được Janssens miêu tả năm 1961. Loài này phân bố ở vùng Cổ Bắc giới và châu Á.